# Ayrton Lolô Cornelsen
Ayrton Lolô Cornelsen (Curitiba, 7 de julho de 1922 — Curitiba, 5 de março de 2020) foi um engenheiro civil, arquiteto modernista e futebolista.

## Juventude
Quando jovem, Lolô destacava-se como jogador de futebol, além de ter praticado basquete, vôlei, tênis, atletismo, pólo aquático e hipismo.

## Futebol
Foi jogador do Coritiba, formando trio com seus irmãos Alcyr e Aryon. Ainda jogaria pelo Juventus, antes de chegar no Clube Athletico Paranaense.
Segundo contava, já atleta do Athletico, foi preso por bater no Major Antônio Couto Pereira, então presidente do Coritiba. A razão foi que este impediu a entrada de seu irmão Aryon em uma festa no clube, afirmando que jogador do Juventus — ao qual pertencia Aryon na época — não entrava. "O delegado era o Pinheiro Júnior, um atleticano roxo. Telefonaram e disseram que eu estava preso, daí ele foi lá me tirar. Mas passei a noite lá. Por causa disso, não quis mais saber do Coritiba".
Foi tricampeão do Campeonato Paranaense de Futebol com a camisa do Athletico, amador em 1943 e 1944 e com o time principal em 1945.
Mudou o escudo do clube, que de um triângulo com listras verticais e um acrônimo CAP no canto superior esquerdo, passou a ser o mesmo acrônimo do antigo, só que sem contorno, mais estilizado e grosso, ao estilo barroco. O motivo da mudança era a semelhança que o distintivo triangular possuía com o escudo do Flamengo. Simpático ao time carioca, deixou uma referência a este: a forma do entrelaçamento das letras. Posteriormente o símbolo ganhou mais elementos.

## Obras
Iniciou o curso de Engenharia Civil pela Universidade Federal do Paraná em 1943, tendo se formado em 1949. Entre suas obras mais importantes estão a construção dos Estádios Couto Pereira, Pinheirão e o Mineirão. Foi também responsável pela construção dos Autódromos de Jacarepaguá, de Curitiba, de Estoril e de Luanda. Foi o inventor da caixa de brita e do elevador panorâmico, apesar de não ter patenteado suas invenções. Construiu, ao todo, 33 hotéis, sobretudo em Portugal. Representou o Brasil no V Congresso de Arquitetura e Urbanismo, na União Soviética.
Quanto ao Couto Pereira, Ayrton fez projeto de reforma para o então "Estádio Belfort Duarte", em 1956, durante mandato do seu irmão Aryon, que tornou-se presidente do Coritiba. A ideia era acoplar um shopping e fazer uma distribuição de arquibancadas: maior na parte central. Conforme reportagem do GE, seu projeto praticamente não foi usado, pois após uma mudança de diretoria, o estádio ficou a cargo dos irmãos Mauad. "Meu irmão não chegou a terminar o estádio, e aí engataram aquele troço. Ficou horroroso. Cabe menos gente, e não fizeram o shopping", criticava Lolô. O estádio mudaria de nome em 1977.
Ajudou o projetista francês Alfred Agache a realizar seu plano urbano para Curitiba.
Lolô fez parte do Banco de Ideias do Instituto de Engenharia do Paraná, onde criou projetos ou melhorou antigos, como por exemplo o projeto "Casa Fácil", uma ideia que objetiva a reconstrução do Haiti após o terremoto que atingiu o país no início de 2010, através do uso de casas pré-moldadas, de fácil construção e com valor reduzido.
Foi Secretário de transportes do governo do Paraná. Também foi diretor-geral do Departamento de Estradas de Rodagem do Paraná (DER) e trabalhou nos projetos da Rodovia do Café, o Ferryboat em Guaratuba e a remodelação da Estrada da Graciosa, entre outras obras.

## Morte
Morreu na manhã de 5 de março de 2020, aos 97 anos de idade.